# Scraptiomima brachycornis
Scraptiomima brachycornis es una especie de coleóptero de la familia Scraptiidae.

## Distribución geográfica
Habita en Rusia.